# 中华人民共和国法律列表
本列表收录中华人民共和国建立后以法律形式公布的所有法律规定，包括已废止和已被修订或修正的法律。本表不收录行政法规、地方性法规、部门规章、条约等其他低于或不同于法律层次的规范性文件。
中华人民共和国现行有效法律（包括待生效法律）共306件。部分法律修订后，其法律部门分类发生了变化，本列表以最后修订版本的法律部门分类为准，包括宪法1件、宪法相关法共52件、民法商法共25件、行政法共96件、经济法共88件、社会法共29件、刑法4件以及诉讼与非诉讼程序法共11件。

## 宪法类
截至2025年6月27日十四届全国人大常委会第十六次会议闭幕，现行宪法1件，宪法相关法共52件。其中“法”44件，全国人大常委会规定1件，全国人大常委会决定2件，条例2件，议事规则2件，办法1件。
| 法律标题                                                                   | 全文 | 颁布日期       | 修订或修正履历                                         | 备 注 |
| -------------------------------------------------------------------------- | ---- | -------------- | ------------------------------------------------------ | --- |
| 宪法                                                                       | 全文 | 1982年12月4日  | 1988年，1993年，1999年，2004年，2018年                 | 1982年宪法是中华人民共和国的第四部宪法，前三部宪法分别制定于1954年、1975年和1978年。1978年宪法还在1979年和1980年经过两次较小规模的修改。 |
| 城市街道办事处组织条例                                                     | 全文 | 1954年12月31日 | 未经修改                                               | 法律性文件，已废止 |
| 全国人民代表大会和地方各级人民代表大会选举法                               | 全文 | 1979年7月1日   | 1982年，1986年，1995年，2004年，2010年，2015年，2020年 | |
| 地方各级人民代表大会和地方各级人民政府组织法                               | 全文 | 1979年7月1日   | 1982年，1986年，1995年，2004年，2015年，2022年         | |
| 人民检察院组织法                                                           | 全文 | 1979年7月1日   | 1983年，1986年，2018年                                 | |
| 人民法院组织法                                                             | 全文 | 1979年7月1日   | 1983年，1986年，2006年，2018年                         | |
| 国籍法                                                                     | 全文 | 1980年9月10日  | 未经修改                                               | |
| 中国人民解放军选举全国人民代表大会和县级以上地方各级人民代表大会代表的办法 | 全文 | 1981年6月10日  | 1996年，2012年，2021年                                 | 法律性文件 1981年颁布时名称为《中国人民解放军选举全国人民代表大会和地方各级人民代表大会代表的办法》，1996年修改时，改为现名称。          |
| 国务院组织法                                                               | 全文 | 1982年12月10日 | 2024年                                                 | 1954年颁布的《中华人民共和国国务院组织法》已失效。                                                                                       |
| 全国人民代表大会组织法                                                     | 全文 | 1982年12月10日 | 2021年                                                 | 1954年颁布的《中华人民共和国全国人民代表大会组织法》已不再适用。                                                                         |
| 关于县级以下人民代表大会代表直接选举的若干规定                             | 全文 | 1983年3月5日   | 未经修改                                               | 法律性文件 |
| 民族区域自治法                                                             | 全文 | 1984年5月31日  | 2001年                                                 | |
| 关于在沿海港口城市设立海事法院的决定                                       | 全文 | 1984年11月14日 | 未经修改                                               | 法律性文件 |
| 外交特权与豁免条例                                                         | 全文 | 1986年9月5日   | 未经修改                                               | |
| 全国人民代表大会常务委员会议事规则                                         | 全文 | 1987年11月24日 | 2009年，2022年                                         | 法律性文件 |
| 关于授予军队离休干部中国人民解放军功勋荣誉章的规定                         | 全文 | 1988年7月1日   | 未经修改                                               | 法律性文件 |
| 全国人民代表大会议事规则                                                   | 全文 | 1989年4月4日   | 2021年                                                 | 法律性文件 |
| 集会游行示威法                                                             | 全文 | 1989年10月31日 | 2009年                                                 | |
| 城市居民委员会组织法                                                       | 全文 | 1989年12月26日 | 2018年                                                 | |
| 香港特别行政区基本法                                                       | 全文 | 1990年4月4日   | 未经修改                                               | |
| 国旗法                                                                     | 全文 | 1990年6月28日  | 2009年，2020年                                         | |
| 领事特权与豁免条例                                                         | 全文 | 1990年10月30日 | 未经修改                                               | 法律性文件 |
| 缔结条约程序法                                                             | 全文 | 1990年12月28日 | 未经修改                                               | |
| 国徽法                                                                     | 全文 | 1991年3月2日   | 2009年，2020年                                         | |
| 领海及毗连区法                                                             | 全文 | 1992年2月25日  | 未经修改                                               | |
| 全国人民代表大会和地方各级人民代表大会代表法                               | 全文 | 1992年4月3日   | 2009年，2010年，2015年，2025年                         | |
| 澳门特别行政区基本法                                                       | 全文 | 1993年3月31日  | 未经修改                                               | |
| 国家赔偿法                                                                 | 全文 | 1994年5月12日  | 2010年，2012年                                         | |
| 检察官法                                                                   | 全文 | 1995年2月28日  | 2001年，2017年，2019年                                 | |
| 法官法                                                                     | 全文 | 1995年2月28日  | 2001年，2017年，2019年                                 | |
| 戒严法                                                                     | 全文 | 1996年3月1日   | 未经修改                                               | |
| 香港特别行政区驻军法                                                       | 全文 | 1996年12月30日 | 未经修改                                               | |
| 国防法                                                                     | 全文 | 1997年3月14日  | 2009年，2020年                                         | |
| 专属经济区和大陆架法                                                       | 全文 | 1998年6月26日  | 未经修改                                               | |
| 村民委员会组织法                                                           | 全文 | 1998年11月4日  | 2010年，2018年                                         | 1987年颁布的《村民委员会组织法（试行）》，于本法公布时失效。                                                                             |
| 澳门特别行政区驻军法                                                       | 全文 | 1999年6月28日  | 未经修改                                               | |
| 立法法                                                                     | 全文 | 2000年3月15日  | 2015年，2023年                                         | |
| 反分裂国家法                                                               | 全文 | 2005年3月14日  | 未经修改                                               | 与其他法律不同，该部是唯一一部在法律名称前没有冠以“中华人民共和国”称号的法律。详情参见台湾问题。                                         |
| 外国中央银行财产司法强制措施豁免法                                         | 全文 | 2005年10月25日 | 未经修改                                               | |
| 各级人民代表大会常务委员会监督法                                           | 全文 | 2006年8月27日  | 2024年                                                 | |
| 国家安全法                                                                 | 全文 | 2015年7月1日   | 未经修改                                               | |
| 国家勋章和国家荣誉称号法                                                   | 全文 | 2015年12月27日 | 未经修改                                               | |
| 国歌法                                                                     | 全文 | 2017年9月1日   | 未经修改                                               | |
| 监察法                                                                     | 全文 | 2018年3月20日  | 2024年                                                 | |
| 人民陪审员法                                                               | 全文 | 2018年4月27日  | 未经修改                                               | |
| 英雄烈士保护法                                                             | 全文 | 2018年4月27日  | 未经修改                                               | |
| 公职人员政务处分法                                                         | 全文 | 2020年6月20日  | 未经修改                                               | |
| 香港特別行政區維護國家安全法                                               | 全文 | 2020年6月30日  | 未经修改                                               | 此法通过列入《香港基本法》附件三的方式在香港施行                                                                                         |
| 反外国制裁法                                                               | 全文 | 2021年6月10日  | 未经修改                                               | |
| 监察官法                                                                   | 全文 | 2021年8月20日  | 未经修改                                               | |
| 陆地国界法                                                                 | 全文 | 2021年10月23日 | 未经修改                                               | |
| 对外关系法                                                                 | 全文 | 2023年6月28日  | 未经修改                                               | |
| 外国国家豁免法                                                             | 全文 | 2023年9月1日   | 未经修改                                               | |
| 爱国主义教育法                                                             | 全文 | 2023年10月24日 | 未经修改                                               | |

## 刑法类
截至2025年6月27日十四届全国人大常委会第十六次会议闭幕，现行刑法类法律共4件（其中认为全国人大常委会决定与刑法及其系列修正案构成一件刑法）。
| 法律标题                                                                 | 全文 | 颁布日期       | 修订或修正履历                                                                                                 | 备 注                                                                                              |
| ------------------------------------------------------------------------ | ---- | -------------- | --- | -------------------------------------------------------------------------------------------------- |
| 刑法                                                                     | 全文 | 1979年7月1日   | 1997年，1999年，2001年（两次），2002年，2005年，2006年，2009年（两次），2011年，2015年，2017年，2020年，2023年 | 1997年的修改篇幅很大，对1979年刑法做了根本性的修正。此后的修正均采用修正案方式，进行了局部的修改。 |
| 全国人民代表大会常务委员会关于惩治骗购外汇、逃汇和非法买卖外汇犯罪的决定 | 全文 | 1998年12月29日 | 未经修改 | 法律性文件                                                                                         |
| 反间谍法                                                                 | 全文 | 2014年11月1日  | 2023年 | 原1993年颁布的《国家安全法》，于本法公布时失效。                                                   |
| 反有组织犯罪法                                                           | 全文 | 2021年12月24日 | 未经修改 | |
| 反电信网络诈骗法                                                         | 全文 | 2022年9月2日   | 未经修改 | |

## 行政法类
中华人民共和国的行政法包含法律和法规两大类，前者为全国人民代表大会或其常务委员会立法，后者则由国务院颁行。下表列出了当前在中华人民共和国境内发布过的行政法类法律。
截至2025年6月27日十四届全国人大常委会第十六次会议闭幕，现行行政法共96件。其中“法”88件，全国人大常委会决议2件，全国人大常委会决定1件，条例5件。
| 法律标题                                 | 全文 | 颁布日期       | 修订或修正履历                                         | 备 注 |
| ---------------------------------------- | ---- | -------------- | ------------------------------------------------------ | --- |
| 公安派出所组织条例                       | 全文 | 1954年12月31日 | 未经修改                                               | 法律性文件，已废止                                                                                         |
| 华侨捐资兴办学校办法                     | 全文 | 1957年8月1日   | 未经修改                                               | 法律性文件，已废止                                                                                         |
| 国务院关于劳动教养问题的决定             | 全文 | 1957年8月1日   | 未经修改                                               | 法律性文件，已废止                                                                                         |
| 户口登记条例                             | 全文 | 1958年1月9日   | 未经修改                                               | 法律性文件                                                                                                 |
| 国务院关于安置老弱病残干部的暂行办法     | 全文 | 1978年5月24日  | 未经修改                                               | 法律性文件                                                                                                 |
| 国务院关于劳动教养的补充规定             | 全文 | 1979年11月29日 | 未经修改                                               | 法律性文件，已废止                                                                                         |
| 学位条例                                 | 全文 | 1980年2月12日  | 2004年                                                 | 法律性文件，2025年1月1日随《学位法》施行之日起废止。                                                       |
| 国务院关于老干部离职休养的暂行规定       | 全文 | 1980年9月29日  | 未经修改                                               | 法律性文件                                                                                                 |
| 海洋环境保护法                           | 全文 | 1982年8月23日  | 1999年，2013年，2016年，2017年，2023年                 | |
| 文物保护法                               | 全文 | 1982年11月19日 | 1991年，2002年，2007年，2013年，2015年，2017年，2024年 | |
| 海上交通安全法                           | 全文 | 1983年9月2日   | 2016年，2021年                                         | |
| 水污染防治法                             | 全文 | 1984年5月11日  | 1996年，2008年，2017年                                 | |
| 兵役法                                   | 全文 | 1984年5月31日  | 1998年，2009年，2011年，2021年                         | |
| 药品管理法                               | 全文 | 1984年9月20日  | 2001年，2013年，2015年，2019年                         | |
| 外国人入境出境管理法                     | 全文 | 1985年11月22日 | 未经修改                                               | 2013年7月1日随《出境入境管理法》施行之日起废止。                                                           |
| 公民出境入境管理法                       | 全文 | 1985年11月22日 | 2009年                                                 | 2013年7月1日随《出境入境管理法》施行之日起废止。                                                           |
| 义务教育法                               | 全文 | 1986年4月12日  | 2006年，2015年，2018年                                 | |
| 土地管理法                               | 全文 | 1986年6月25日  | 1988年，1998年，2004年，2019年                         | |
| 国境卫生检疫法                           | 全文 | 1986年12月2日  | 2007年，2009年，2018年，2024年                         | |
| 海关法                                   | 全文 | 1987年1月22日  | 2000年，2013年（两次），2016年，2017年，2021年         | |
| 档案法                                   | 全文 | 1987年9月5日   | 1996年，2016年，2020年                                 | |
| 大气污染防治法                           | 全文 | 1987年9月5日   | 1995年，2000年，2015年，2018年                         | |
| 中国人民解放军军官军衔条例               | 全文 | 1988年7月1日   | 1994年                                                 | |
| 保守国家秘密法                           | 全文 | 1988年9月5日   | 2010年，2024年                                         | |
| 野生动物保护法                           | 全文 | 1988年11月8日  | 2004年，2009年，2016年，2018年，2022年                 | |
| 传染病防治法                             | 全文 | 1989年2月21日  | 2004年，2013年，2025年                                 | |
| 环境保护法                               | 全文 | 1989年12月26日 | 2014年                                                 | 1979年颁布的《环境保护法（试行）》，于本法公布时失效。                                                     |
| 军事设施保护法                           | 全文 | 1990年2月23日  | 2009年，2014年，2021年                                 | |
| 人民警察警衔条例                         | 全文 | 1992年7月1日   | 2009年                                                 | 法律性文件                                                                                                 |
| 测绘法                                   | 全文 | 1992年12月28日 | 2002年，2017年                                         | |
| 国家安全法                               | 全文 | 1993年2月22日  | 2009年                                                 | 2014年11月1日随《反间谍法》施行之日起废止。                                                                |
| 科学技术进步法                           | 全文 | 1993年7月2日   | 2007年，2021年                                         | |
| 教师法                                   | 全文 | 1993年10月31日 | 2009年                                                 | |
| 城市房地产管理法                         | 全文 | 1994年7月5日   | 2007年，2009年，2019年                                 | |
| 监狱法                                   | 全文 | 1994年12月29日 | 2012年                                                 | |
| 人民警察法                               | 全文 | 1995年2月28日  | 2012年                                                 | |
| 教育法                                   | 全文 | 1995年3月18日  | 2009年，2015年，2021年                                 | |
| 预备役军官法                             | 全文 | 1995年5月10日  | 2010年                                                 | 2023年3月1日随《预备役人员法》施行之日起废止。                                                             |
| 体育法                                   | 全文 | 1995年8月29日  | 2009年，2016年，2022年                                 | |
| 固体废物污染环境防治法                   | 全文 | 1995年10月30日 | 2004年，2013年，2015年，2016年，2020年                 | |
| 行政处罚法                               | 全文 | 1996年3月17日  | 2009年，2017年，2021年                                 | |
| 律师法                                   | 全文 | 1996年5月15日  | 2001年，2007年，2012年，2017年                         | |
| 促进科技成果转化法                       | 全文 | 1996年5月15日  | 2015年                                                 | |
| 职业教育法                               | 全文 | 1996年5月15日  | 2022年                                                 | |
| 枪支管理法                               | 全文 | 1996年7月5日   | 2009年，2015年                                         | |
| 环境噪声污染防治法                       | 全文 | 1996年10月29日 | 2018年                                                 | 2022年6月5日随《噪声污染防治法》施行之日起废止。                                                           |
| 人民防空法                               | 全文 | 1996年10月29日 | 2009年                                                 | |
| 行政监察法                               | 全文 | 1997年5月9日   | 2010年                                                 | 2018年3月20日随《监察法》施行之日起废止。                                                                  |
| 防震减灾法                               | 全文 | 1997年12月29日 | 2008年                                                 | |
| 献血法                                   | 全文 | 1997年12月29日 | 未经修改                                               | |
| 消防法                                   | 全文 | 1998年4月29日  | 2008年，2019年，2021年                                 | |
| 执业医师法                               | 全文 | 1998年6月26日  | 2009年                                                 | 2022年3月1日随《医师法》施行之日起废止。                                                                   |
| 高等教育法                               | 全文 | 1998年8月29日  | 2015年，2018年                                         | |
| 行政复议法                               | 全文 | 1999年4月29日  | 2009年，2017年，2023年                                 | |
| 气象法                                   | 全文 | 1999年10月31日 | 2009年，2014年，2016年                                 | |
| 国家通用语言文字法                       | 全文 | 2000年10月31日 | 未经修改                                               | |
| 现役军官法                               | 全文 | 1988年9月5日   | 1994年，2000年                                         | 1988年颁布时的名称为《中国人民解放军现役军官服役条例》，后经1994年和2000年两次修改，并于2000年改为现名称。 |
| 国防教育法                               | 全文 | 2001年4月28日  | 2018年，2024年                                         | |
| 防沙治沙法                               | 全文 | 2001年8月31日  | 2018年                                                 | |
| 人口与计划生育法                         | 全文 | 2001年12月29日 | 2015年，2021年                                         | |
| 环境影响评价法                           | 全文 | 2002年10月28日 | 2016年，2018年                                         | |
| 民办教育促进法                           | 全文 | 2002年12月28日 | 2013年，2016年，2018年                                 | |
| 海关关衔条例                             | 全文 | 2003年2月28日  | 未经修改                                               | 法律性文件                                                                                                 |
| 放射性污染防治法                         | 全文 | 2003年6月28日  | 未经修改                                               | |
| 居民身份证法                             | 全文 | 2003年6月28日  | 2011年                                                 | |
| 行政许可法                               | 全文 | 2003年8月27日  | 2019年                                                 | |
| 道路交通安全法                           | 全文 | 2003年10月28日 | 2007年，2011年，2021年                                 | |
| 公务员法                                 | 全文 | 2005年4月27日  | 2017年，2018年                                         | |
| 治安管理处罚法                           | 全文 | 2005年8月28日  | 2012年，2025年                                         | |
| 公证法                                   | 全文 | 2005年8月28日  | 2015年，2017年                                         | |
| 护照法                                   | 全文 | 2006年4月29日  | 未经修改                                               | |
| 突发事件应对法                           | 全文 | 2007年8月30日  | 2024年                                                 | |
| 城乡规划法                               | 全文 | 2007年10月28日 | 2015年，2019年                                         | 1989年颁布的《城市规划法》，于本法公布时失效。且名称由“城市规划法”改为“城乡规划法”。                       |
| 禁毒法                                   | 全文 | 2007年12月29日 | 未经修改                                               | |
| 食品安全法                               | 全文 | 2009年2月28日  | 2015年，2018年，2021年                                 | 前身为1982年颁布的《食品卫生法（试行）》和1995年颁布的《食品卫生法》，已失效。                             |
| 人民武装警察法                           | 全文 | 2009年8月27日  | 2020年                                                 | |
| 驻外外交人员法                           | 全文 | 2009年10月31日 | 未经修改                                               | |
| 海岛保护法                               | 全文 | 2009年12月26日 | 未经修改                                               | |
| 国防动员法                               | 全文 | 2010年2月26日  | 未经修改                                               | |
| 非物质文化遗产法                         | 全文 | 2011年2月25日  | 未经修改                                               | |
| 行政强制法                               | 全文 | 2011年6月30日  | 未经修改                                               | |
| 出境入境管理法                           | 全文 | 2012年6月30日  | 未经修改                                               | |
| 精神卫生法                               | 全文 | 2012年10月26日 | 2018年                                                 | |
| 反恐怖主义法                             | 全文 | 2015年12月27日 | 2018年                                                 | |
| 国防交通法                               | 全文 | 2016年9月3日   | 未经修改                                               | |
| 电影产业促进法                           | 全文 | 2016年11月7日  | 未经修改                                               | |
| 中医药法                                 | 全文 | 2016年12月25日 | 未经修改                                               | |
| 公共文化服务保障法                       | 全文 | 2016年12月25日 | 未经修改                                               | |
| 国家情报法                               | 全文 | 2017年6月27日  | 2018年                                                 | |
| 核安全法                                 | 全文 | 2017年9月1日   | 未经修改                                               | |
| 公共图书馆法                             | 全文 | 2017年11月4日  | 2018年                                                 | |
| 土壤污染防治法                           | 全文 | 2018年8月31日  | 未经修改                                               | |
| 消防救援衔条例                           | 全文 | 2018年10月26日 | 未经修改                                               | 法律性文件                                                                                                 |
| 疫苗管理法                               | 全文 | 2019年6月29日  | 未经修改                                               | |
| 密码法                                   | 全文 | 2019年10月26日 | 未经修改                                               | |
| 基本医疗卫生与健康促进法                 | 全文 | 2019年12月28日 | 未经修改                                               | |
| 社区矫正法                               | 全文 | 2019年12月28日 | 未经修改                                               | |
| 生物安全法                               | 全文 | 2020年10月17日 | 2024年                                                 | |
| 海警法                                   | 全文 | 2021年1月22日  | 未经修改                                               | |
| 反食品浪费法                             | 全文 | 2021年4月29日  | 未经修改                                               | |
| 军人地位和权益保障法                     | 全文 | 2021年6月10日  | 未经修改                                               | |
| 医师法                                   | 全文 | 2021年8月20日  | 未经修改                                               | 随着本法的施行，《执业医师法》同时废止。                                                                   |
| 噪声污染防治法                           | 全文 | 2021年12月24日 | 未经修改                                               | 随着本法的施行，《环境噪声污染防治法》同时废止。                                                           |
| 关于中国人民解放军现役士兵衔级制度的决定 | 全文 | 2022年2月28日  | 未经修改                                               | 法律性文件                                                                                                 |
| 预备役人员法                             | 全文 | 2022年12月30日 | 未经修改                                               | 随着本法的施行，《预备役军官法》同时废止。                                                                 |
| 青藏高原生态保护法                       | 全文 | 2023年4月26日  | 未经修改                                               | |
| 学位法                                   | 全文 | 2024年4月26日  | 未经修改                                               | |
| 学前教育法                               | 全文 | 2024年11月8日  | 未经修改                                               | |

## 民商法类
截至2025年6月27日十四届全国人大常委会第十六次会议闭幕，现行民法商法共25件。其中法典1件，“法”24件。
| 法律标题               | 全文 | 颁布日期       | 修订或修正履历                                 | 备 注 |
| ---------------------- | ---- | -------------- | ---------------------------------------------- | --- |
| 民法典                 | 全文 | 2020年5月28日  | 未经修改                                       | 随着本法的施行，以往九部法律同时废止。分别是《婚姻法》、《继承法》、《民法通则》、《收养法》、《担保法》、《合同法》、《物权法》、《侵权责任法》和《民法总则》。                              |
| 婚姻法                 | 全文 | 1950年4月13日  | 未经修改                                       | 自1981年1月1日起废止。 |
| 中外合资经营企业法     | 全文 | 1979年7月1日   | 1990年，2001年，2016年                         | 2020年1月1日随《外商投资法》施行之日起废止。 |
| 婚姻法                 | 全文 | 1980年9月10日  | 2001年                                         | 1950年颁布的婚姻法自本法施行之日起废止。 2021年1月1日随《民法典》施行之日起废止。 |
| 商标法                 | 全文 | 1982年8月23日  | 1993年，2001年，2013年，2019年                 | |
| 专利法                 | 全文 | 1984年3月12日  | 1992年，2000年，2008年，2020年                 | |
| 继承法                 | 全文 | 1985年4月10日  | 未经修改                                       | 2021年1月1日随《民法典》施行之日起废止。 |
| 民法通则               | 全文 | 1986年4月12日  | 2009年                                         | 2021年1月1日随《民法典》施行之日起废止。 |
| 外资企业法             | 全文 | 1986年4月12日  | 2000年，2016年                                 | 2020年1月1日随《外商投资法》施行之日起废止。 |
| 全民所有制工业企业法   | 全文 | 1988年4月13日  | 2009年                                         | |
| 中外合作经营企业法     | 全文 | 1988年4月13日  | 2000年，2016年（两次），2017年                 | 2020年1月1日随《外商投资法》施行之日起废止。 |
| 著作权法               | 全文 | 1990年9月7日   | 2001年，2010年，2020年                         | |
| 收养法                 | 全文 | 1991年12月29日 | 1998年                                         | 2021年1月1日随《民法典》施行之日起废止。 |
| 海商法                 | 全文 | 1992年11月7日  | 未经修改                                       | |
| 消费者权益保护法       | 全文 | 1993年10月31日 | 2009年，2013年                                 | |
| 公司法                 | 全文 | 1993年12月29日 | 1999年，2004年，2005年，2013年，2018年，2023年 | |
| 商业银行法             | 全文 | 1995年5月10日  | 2003年，2015年                                 | |
| 票据法                 | 全文 | 1995年5月10日  | 2004年                                         | |
| 担保法                 | 全文 | 1995年6月30日  | 未经修改                                       | 2021年1月1日随《民法典》施行之日起废止。 |
| 保险法                 | 全文 | 1995年6月30日  | 2002年，2009年，2014年，2015年                 | |
| 拍卖法                 | 全文 | 1996年7月5日   | 2004年，2015年                                 | |
| 合伙企业法             | 全文 | 1997年2月23日  | 2006年                                         | |
| 证券法                 | 全文 | 1998年12月29日 | 2004年，2005年，2013年，2014年，2019年         | |
| 合同法                 | 全文 | 1999年3月15日  | 未经修改                                       | 随着本法的颁布，以往三部独立的合同法同时废止。分别是：《经济合同法》（1981年颁布）、《涉外经济合同法》（1985年颁布）和《技术合同法》（1987年颁布）。 2021年1月1日随《民法典》施行之日起废止。 |
| 个人独资企业法         | 全文 | 1999年8月30日  | 未经修改                                       | |
| 招标投标法             | 全文 | 1999年8月30日  | 2017年                                         | |
| 信托法                 | 全文 | 2001年4月28日  | 未经修改                                       | |
| 农村土地承包法         | 全文 | 2002年8月29日  | 2009年，2018年                                 | |
| 证券投资基金法         | 全文 | 2003年10月28日 | 2012年，2015年                                 | |
| 电子签名法             | 全文 | 2004年8月28日  | 2015年，2019年                                 | |
| 企业破产法             | 全文 | 2006年8月27日  | 未经修改                                       | 1986年颁布的《企业破产法（试行）》，于本法公布时失效。 |
| 农民专业合作社法       | 全文 | 2006年10月31日 | 2017年                                         | |
| 物权法                 | 全文 | 2007年3月16日  | 未经修改                                       | 2021年1月1日随《民法典》施行之日起废止。 |
| 侵权责任法             | 全文 | 2009年12月26日 | 未经修改                                       | 2021年1月1日随《民法典》施行之日起废止。 |
| 涉外民事关系法律适用法 | 全文 | 2010年10月28日 | 未经修改                                       | |
| 民法总则               | 全文 | 2017年3月15日  | 未经修改                                       | 2021年1月1日随《民法典》施行之日起废止。 |
| 期货和衍生品法         | 全文 | 2022年4月20日  | 未经修改                                       | |
| 农村集体经济组织法     | 全文 | 2024年6月28日  | 未经修改                                       | |

## 程序法类
截至2025年6月27日十四届全国人大常委会第十六次会议闭幕，现行诉讼与非诉讼程序法共11件。其中“法”10件，全国人大常委会决定1件。
| 法律标题                                                                   | 全文 | 颁布日期       | 修订或修正履历                         | 备 注                                                            |
| -------------------------------------------------------------------------- | ---- | -------------- | -------------------------------------- | ---------------------------------------------------------------- |
| 刑事诉讼法                                                                 | 全文 | 1979年7月1日   | 1996年，2012年，2018年                 |                                                                  |
| 关于对中华人民共和国缔结或者参加的国际条约所规定的罪行行使刑事管辖权的决定 | 全文 | 1987年6月23日  | 未经修改                               | 法律性文件                                                       |
| 行政诉讼法                                                                 | 全文 | 1989年4月4日   | 2014年，2017年                         |                                                                  |
| 民事诉讼法                                                                 | 全文 | 1991年4月9日   | 2007年，2012年，2017年，2021年，2023年 | 1982年颁布过《中华人民共和国民事诉讼法（试行）》，于1991年失效。 |
| 仲裁法                                                                     | 全文 | 1994年8月31日  | 2009年，2017年                         |                                                                  |
| 海事诉讼特别程序法                                                         | 全文 | 1999年12月25日 | 未经修改                               |                                                                  |
| 引渡法                                                                     | 全文 | 2000年12月28日 | 未经修改                               |                                                                  |
| 劳动争议调解仲裁法                                                         | 全文 | 2007年12月29日 | 未经修改                               |                                                                  |
| 农村土地承包经营纠纷调解仲裁法                                             | 全文 | 2009年6月27日  | 未经修改                               |                                                                  |
| 人民调解法                                                                 | 全文 | 2010年8月28日  | 未经修改                               |                                                                  |
| 国际刑事司法协助法                                                         | 全文 | 2018年10月26日 | 未经修改                               |                                                                  |

## 社会法类
截至2025年6月27日十四届全国人大常委会第十六次会议闭幕，现行社会法共29件。其中“法”27件，全国人大常委会决议2件。
| 法律标题                           | 全文 | 颁布日期       | 修订或修正履历                 | 备 注                                      |
| ---------------------------------- | ---- | -------------- | ------------------------------ | ------------------------------------------ |
| 国务院关于工人退休、退职的暂行办法 | 全文 | 1978年5月24日  | 未经修改                       | 法律性文件                                 |
| 国务院关于职工探亲待遇的规定       | 全文 | 1981年3月6日   | 未经修改                       | 法律性文件                                 |
| 归侨侨眷权益保护法                 | 全文 | 1990年9月7日   | 2000年，2009年                 |                                            |
| 残疾人保障法                       | 全文 | 1990年12月28日 | 2008年，2018年                 |                                            |
| 未成年人保护法                     | 全文 | 1991年9月4日   | 2006年，2012年，2020年，2024年 |                                            |
| 妇女权益保障法                     | 全文 | 1992年4月3日   | 2005年，2018年，2022年         |                                            |
| 工会法                             | 全文 | 1992年4月3日   | 2001年，2009年，2021年         | 1950年颁布的《工会法》，于本法公布时失效。 |
| 矿山安全法                         | 全文 | 1992年11月7日  | 2009年                         |                                            |
| 红十字会法                         | 全文 | 1993年10月31日 | 2009年，2017年                 |                                            |
| 劳动法                             | 全文 | 1994年7月5日   | 2009年，2018年                 |                                            |
| 母婴保健法                         | 全文 | 1994年10月27日 | 2009年，2017年                 |                                            |
| 老年人权益保障法                   | 全文 | 1996年8月29日  | 2009年，2012年，2015年，2018年 |                                            |
| 公益事业捐赠法                     | 全文 | 1999年6月28日  | 未经修改                       |                                            |
| 预防未成年人犯罪法                 | 全文 | 1999年6月28日  | 2012年，2020年                 |                                            |
| 职业病防治法                       | 全文 | 2001年10月27日 | 2011年，2016年，2017年，2018年 |                                            |
| 安全生产法                         | 全文 | 2002年6月29日  | 2009年，2014年，2021年         |                                            |
| 科学技术普及法                     | 全文 | 2002年6月29日  | 2024年                         |                                            |
| 劳动合同法                         | 全文 | 2007年6月29日  | 2012年                         |                                            |
| 就业促进法                         | 全文 | 2007年8月30日  | 2015年                         |                                            |
| 社会保险法                         | 全文 | 2010年10月28日 | 2018年                         |                                            |
| 军人保险法                         | 全文 | 2012年4月27日  | 未经修改                       |                                            |
| 特种设备安全法                     | 全文 | 2013年6月29日  | 未经修改                       |                                            |
| 反家庭暴力法                       | 全文 | 2015年12月27日 | 未经修改                       |                                            |
| 慈善法                             | 全文 | 2016年3月16日  | 2023年12月29日                 |                                            |
| 境外非政府组织境内活动管理法       | 全文 | 2016年4月28日  | 2017年                         |                                            |
| 退役军人保障法                     | 全文 | 2020年11月11日 | 未经修改                       |                                            |
| 法律援助法                         | 全文 | 2021年8月20日  | 未经修改                       |                                            |
| 家庭教育促进法                     | 全文 | 2021年10月23日 | 未经修改                       |                                            |
| 无障碍环境建设法                   | 全文 | 2023年6月28日  | 未经修改                       |                                            |

## 经济法类
截至2025年6月27日十四届全国人大常委会第十六次会议闭幕，现行经济法共88件。其中“法”86件，全国人大常委会决议1件，全国人大常委会决定1件。
| 法律标题                                                                 | 全文 | 颁布日期       | 修订或修正履历                                         | 备 注 |
| ------------------------------------------------------------------------ | ---- | -------------- | ------------------------------------------------------ | --- |
| 华侨申请使用国有的荒山荒地条例                                           | 全文 | 1955年8月6日   | 未经修改                                               | 法律性文件，已废止 |
| 全国人民代表大会常务委员会关于批准《广东省经济特区条例》的决议           | 全文 | 1980年8月26日  | 未经修改                                               | 法律性文件 |
| 个人所得税法                                                             | 全文 | 1980年9月10日  | 1993年，1999年，2005年，2007年（两次），2011年，2018年 | |
| 统计法                                                                   | 全文 | 1983年12月8日  | 1996年，2009年，2024年                                 | |
| 森林法                                                                   | 全文 | 1984年9月20日  | 1998年，2009年，2019年                                 | 1979年颁布的《森林法（试行）》，于本法公布时失效。 |
| 会计法                                                                   | 全文 | 1985年1月21日  | 1993年，1999年，2017年，2024年                         | |
| 草原法                                                                   | 全文 | 1985年6月18日  | 2002年，2009年，2013年，2021年                         | |
| 计量法                                                                   | 全文 | 1985年9月6日   | 2009年，2013年，2015年，2017年，2018年                 | |
| 渔业法                                                                   | 全文 | 1986年1月20日  | 2000年，2004年，2009年，2013年                         | |
| 矿产资源法                                                               | 全文 | 1986年3月19日  | 1996年，2009年，2024年                                 | |
| 邮政法                                                                   | 全文 | 1986年12月2日  | 2009年，2012年，2015年                                 | |
| 水法                                                                     | 全文 | 1988年1月21日  | 2002年，2009年，2016年                                 | |
| 标准化法                                                                 | 全文 | 1988年12月29日 | 2017年                                                 | |
| 进出口商品检验法                                                         | 全文 | 1989年2月21日  | 2002年，2013年，2018年（两次），2021年                 | |
| 铁路法                                                                   | 全文 | 1990年9月7日   | 2009年，2015年                                         | |
| 水土保持法                                                               | 全文 | 1991年6月29日  | 2009年，2010年                                         | |
| 烟草专卖法                                                               | 全文 | 1991年6月29日  | 2009年，2013年，2015年                                 | |
| 进出境动植物检疫法                                                       | 全文 | 1991年10月30日 | 2009年                                                 | |
| 税收征收管理法                                                           | 全文 | 1992年9月4日   | 1995年，2001年，2013年，2015年                         | |
| 产品质量法                                                               | 全文 | 1993年2月22日  | 2000年，2009年，2018年                                 | |
| 农业法                                                                   | 全文 | 1993年7月2日   | 2002年，2009年，2012年                                 | |
| 农业技术推广法                                                           | 全文 | 1993年7月2日   | 2012年，2024年                                         | |
| 反不正当竞争法                                                           | 全文 | 1993年9月2日   | 2017年，2019年，2025年                                 | |
| 注册会计师法                                                             | 全文 | 1993年10月31日 | 2014年                                                 | |
| 关于外商投资企业和外国企业适用增值税、消费税、营业税等税收暂行条例的决定 | 全文 | 1993年12月29日 | 未经修改                                               | 法律性文件 |
| 台湾同胞投资保护法                                                       | 全文 | 1994年3月5日   | 2016年，2019年                                         | |
| 预算法                                                                   | 全文 | 1994年3月22日  | 2014年，2018年                                         | |
| 对外贸易法                                                               | 全文 | 1994年5月12日  | 2004年，2016年，2022年                                 | |
| 审计法                                                                   | 全文 | 1994年8月31日  | 2006年，2021年                                         | |
| 广告法                                                                   | 全文 | 1994年10月27日 | 2015年，2018年，2021年                                 | |
| 中国人民银行法                                                           | 全文 | 1995年3月18日  | 2003年                                                 | |
| 民用航空法                                                               | 全文 | 1995年10月30日 | 2009年，2015年，2016年，2017年，2018年，2021年         | |
| 电力法                                                                   | 全文 | 1995年12月28日 | 2009年，2015年，2018年                                 | |
| 煤炭法                                                                   | 全文 | 1996年8月29日  | 2009年，2011年，2013年，2016年                         | |
| 乡镇企业法                                                               | 全文 | 1996年10月29日 | 未经修改                                               | |
| 公路法                                                                   | 全文 | 1997年7月3日   | 1999年，2004年，2009年，2016年，2017年                 | |
| 动物防疫法                                                               | 全文 | 1997年7月3日   | 2007年，2013年，2015年，2021年                         | |
| 防洪法                                                                   | 全文 | 1997年8月29日  | 2009年，2015年，2016年                                 | |
| 节约能源法                                                               | 全文 | 1997年11月1日  | 2007年，2016年，2018年                                 | |
| 建筑法                                                                   | 全文 | 1997年11月1日  | 2011年，2019年                                         | |
| 价格法                                                                   | 全文 | 1997年12月29日 | 未经修改                                               | |
| 种子法                                                                   | 全文 | 2000年7月8日   | 2004年，2013年，2015年，2021年                         | |
| 海域使用管理法                                                           | 全文 | 2001年10月27日 | 未经修改                                               | |
| 政府采购法                                                               | 全文 | 2002年6月29日  | 2014年                                                 | |
| 中小企业促进法                                                           | 全文 | 2002年6月29日  | 2017年                                                 | |
| 清洁生产促进法                                                           | 全文 | 2002年6月29日  | 2012年                                                 | |
| 港口法                                                                   | 全文 | 2003年6月28日  | 2015年，2017年，2018年                                 | |
| 银行业监督管理法                                                         | 全文 | 2003年12月27日 | 2006年                                                 | |
| 农业机械化促进法                                                         | 全文 | 2004年6月25日  | 2018年                                                 | |
| 可再生能源法                                                             | 全文 | 2005年2月28日  | 2009年                                                 | |
| 畜牧法                                                                   | 全文 | 2005年12月29日 | 2015年，2022年                                         | |
| 农产品质量安全法                                                         | 全文 | 2006年4月29日  | 2018年，2022年                                         | |
| 反洗钱法                                                                 | 全文 | 2006年10月31日 | 2024年                                                 | |
| 企业所得税法                                                             | 全文 | 2007年3月16日  | 2017年，2018年                                         | 1991年，当时将《中外合资经营企业所得税法》（1980年颁布，1983年修正）和《外国企业所得税法》（1981年颁布）合并为《外商投资企业和外国企业所得税法》。2007年，随着中国对内外资企业税收双轨制的改革，该法亦被《企业所得税法》所取代。 |
| 反垄断法                                                                 | 全文 | 2007年8月30日  | 2022年                                                 | |
| 循环经济促进法                                                           | 全文 | 2008年8月29日  | 2018年                                                 | |
| 企业国有资产法                                                           | 全文 | 2008年10月28日 | 未经修改                                               | |
| 石油天然气管道保护法                                                     | 全文 | 2010年6月25日  | 未经修改                                               | |
| 车船税法                                                                 | 全文 | 2011年2月25日  | 2019年                                                 | |
| 旅游法                                                                   | 全文 | 2013年4月25日  | 2016年，2018年                                         | |
| 航道法                                                                   | 全文 | 2014年12月28日 | 2016年                                                 | |
| 深海海底区域资源勘探开发法                                               | 全文 | 2016年2月26日  | 未经修改                                               | |
| 资产评估法                                                               | 全文 | 2016年7月2日   | 未经修改                                               | |
| 网络安全法                                                               | 全文 | 2016年11月7日  | 未经修改                                               | |
| 环境保护税法                                                             | 全文 | 2016年12月25日 | 2018年                                                 | |
| 烟叶税法                                                                 | 全文 | 2017年12月27日 | 未经修改                                               | |
| 船舶吨税法                                                               | 全文 | 2017年12月27日 | 2018年                                                 | |
| 电子商务法                                                               | 全文 | 2018年8月31日  | 未经修改                                               | |
| 耕地占用税法                                                             | 全文 | 2018年12月29日 | 未经修改                                               | |
| 车辆购置税法                                                             | 全文 | 2018年12月29日 | 未经修改                                               | |
| 外商投资法                                                               | 全文 | 2019年3月15日  | 未经修改                                               | 随着本法的施行，以往三部法律同时废止。分别是：《中外合资经营企业法》（1979年颁布）、《外资企业法》（1986年颁布）和《中外合作经营企业法》（1988年颁布）。                                                                         |
| 资源税法                                                                 | 全文 | 2019年8月26日  | 未经修改                                               | |
| 城市维护建设税法                                                         | 全文 | 2020年8月11日  | 未经修改                                               | |
| 契税法                                                                   | 全文 | 2020年8月11日  | 未经修改                                               | |
| 出口管制法                                                               | 全文 | 2020年10月17日 | 未经修改                                               | |
| 长江保护法                                                               | 全文 | 2020年12月26日 | 未经修改                                               | |
| 乡村振兴促进法                                                           | 全文 | 2021年4月29日  | 未经修改                                               | |
| 数据安全法                                                               | 全文 | 2021年6月10日  | 未经修改                                               | |
| 海南自由贸易港法                                                         | 全文 | 2021年6月10日  | 未经修改                                               | |
| 印花税法                                                                 | 全文 | 2021年6月10日  | 未经修改                                               | |
| 个人信息保护法                                                           | 全文 | 2021年8月20日  | 未经修改                                               | |
| 湿地保护法                                                               | 全文 | 2021年12月24日 | 未经修改                                               | |
| 黑土地保护法                                                             | 全文 | 2022年6月24日  | 未经修改                                               | |
| 黄河保护法                                                               | 全文 | 2022年10月30日 | 未经修改                                               | |
| 粮食安全保障法                                                           | 全文 | 2023年12月29日 | 未经修改                                               | |
| 关税法                                                                   | 全文 | 2024年4月26日  | 未经修改                                               | |
| 能源法                                                                   | 全文 | 2024年11月8日  | 未经修改                                               | |
| 增值税法                                                                 | 全文 | 2024年12月25日 | 未经修改                                               | 待生效至2026年1月1日 |
| 民营经济促进法                                                           | 全文 | 2025年4月30日  | 未经修改                                               | |